# Alexander Roda Roda
Alexander Roda Roda (Drnovice, 1872. április 13. – New York, 1945. augusztus 20.) osztrák író.

## Élete
Eredeti neve Šandor Friedrich Rosenfeld, nővére, Gisela Januszewska orvos volt. Gyermekkorában családja Szlavóniába költözött. Nevét Šandorról Alexanderre germanizálta, családnevét Rosenfeldről Roda Rodára változtatta. A 'roda' jelentése a horvát nyelven gólya), mert eszéki házuk kéményén gólyák fészkeltek. Több mint harminc éven át élt és alkotott Eszéken. 1894-ben felvette a katolikus vallást. 1902-ben elhagyta a katonaságot, és újságíró lett (az első világháborúban haditudósító volt). Közreműködött a Simplicissimus című német szatirikus lapban. 1938-ban emigrált az Amerikai Egyesült Államokba.
Számos komédiát írt (Der König von Crucina, 1892; Bubi, 1912, Gustav Meyrinkkel közösen), meséket és regényeket (Soldatengeschichten, két kötet, 1904; Der Ehegarten, 1913; Der Schnaps, der Rauchtabak und die verfluchte Liebe, 1918; Die Panduren, 1935), valamint önéletrajzi írásokat (Irrfahrten eines Humoristen 1914-1919, 1920; Roda Rodas Roman, 1925).
Haláláig Eszéket tartotta szülővárosának. 
1911-ben cikksorozatot publikált az osztrák Neue Freie Presse című lapban, 1914 és 1917 közt haditudósítóként csaknem 700 cikket jelentetett meg (többek közt a Budapesten kiadott Pester Lloyd című német nyelvű lapban is). Írói sikereinek csúcsa az 1920-as években volt. Hamvait a bécsi Feuerhalle Simmeringben[pontosabban?] temették el. 
Szenvedélyes sakkjátékos volt, gyakran játszott a müncheni Stephanie kávéházban . 1952-ben Bécs Floridsdorf városrészében utcát neveztek el róla. Eszéken az Europska avenija könyvtár előtt szobra áll.

## Bibliográfia
- 1892 – Der Gutsherr von Ljublin
- 1906 – Eines Esels Kinnbacken
- 1908 – Von Bienen, Drohnen und Baronen
- 1909 – Bummler,Schummler und Rossetummler
- 1913 – 500 Schwänke
- 1925 – Roda Rodas Roman, Roda Roda erzählt
- 1927 – Donner und Doria

## Magyarul
- A szimuláns és egyéb elbeszélések; ford. Benedek Marcell; Lampel, Bp., 1915 k. (Magyar könyvtár)
- Emmy néni plüssfüggönye; vál., szerk. Borbás Mária, ford. Barna Imre; Európa, Bp., 2000

## Filmográfia
- Der Feldherrnhügel, rendezte Hans Otto és Erich Schönfelder (1926, Roda Roda 1910-ben írt darabja nyomán)
- Grandstand for General Staff, rendezte Eugen Thiele (1932, a Der Feldherrnhügel című darab nyomán)
- Grandstand for General Staff, rendezte Ernst Marischka, (1953)

## Forgatókönyvei
- K. und K. Feldmarschall, rendezte Karel Lamač, 1930
- Er und seine Schwester, rendezte Karel Lamač, 1931
- Liebeskommando, rendezte Bolváry Géza, 1931

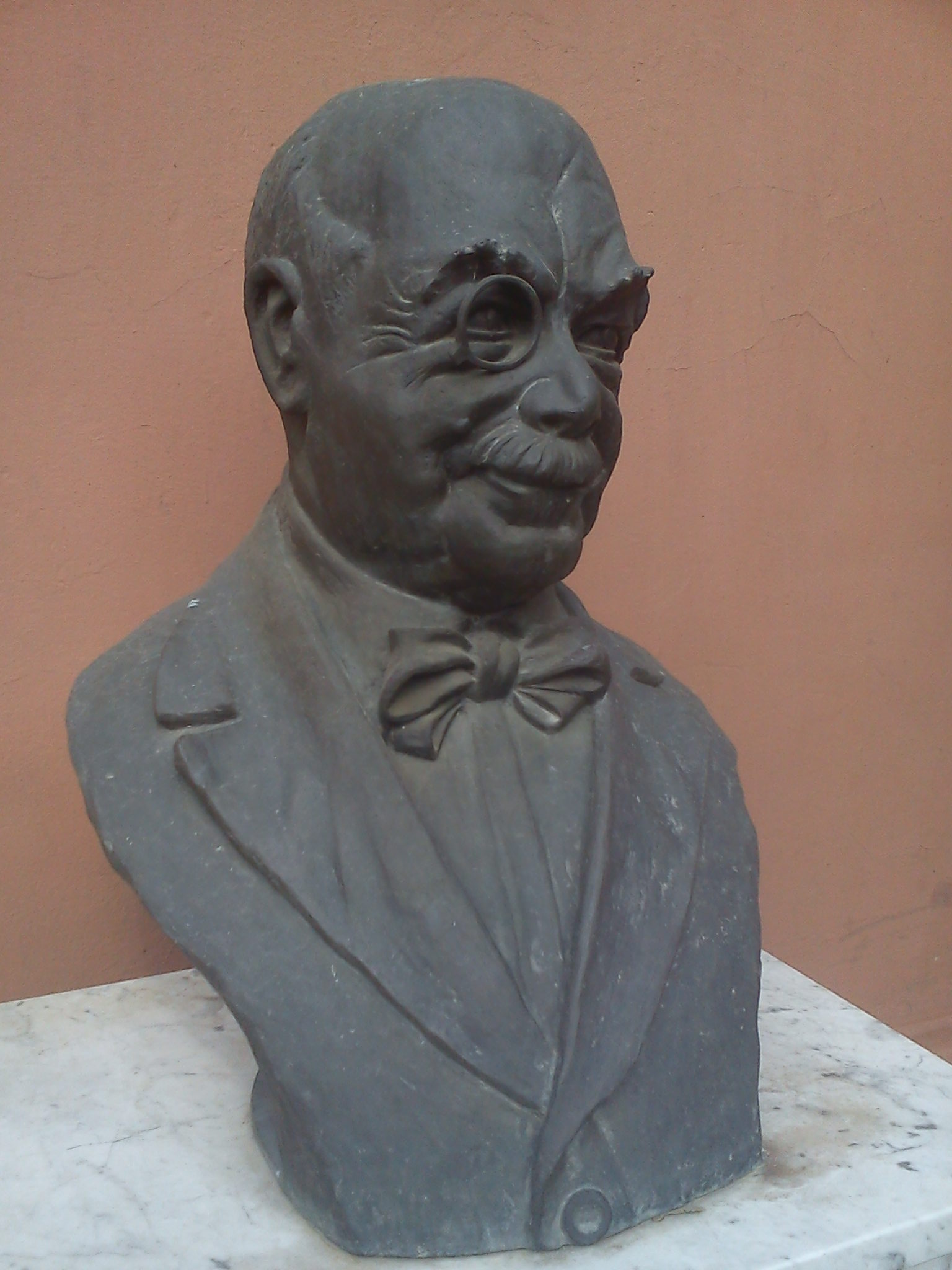
Szobra Eszéken
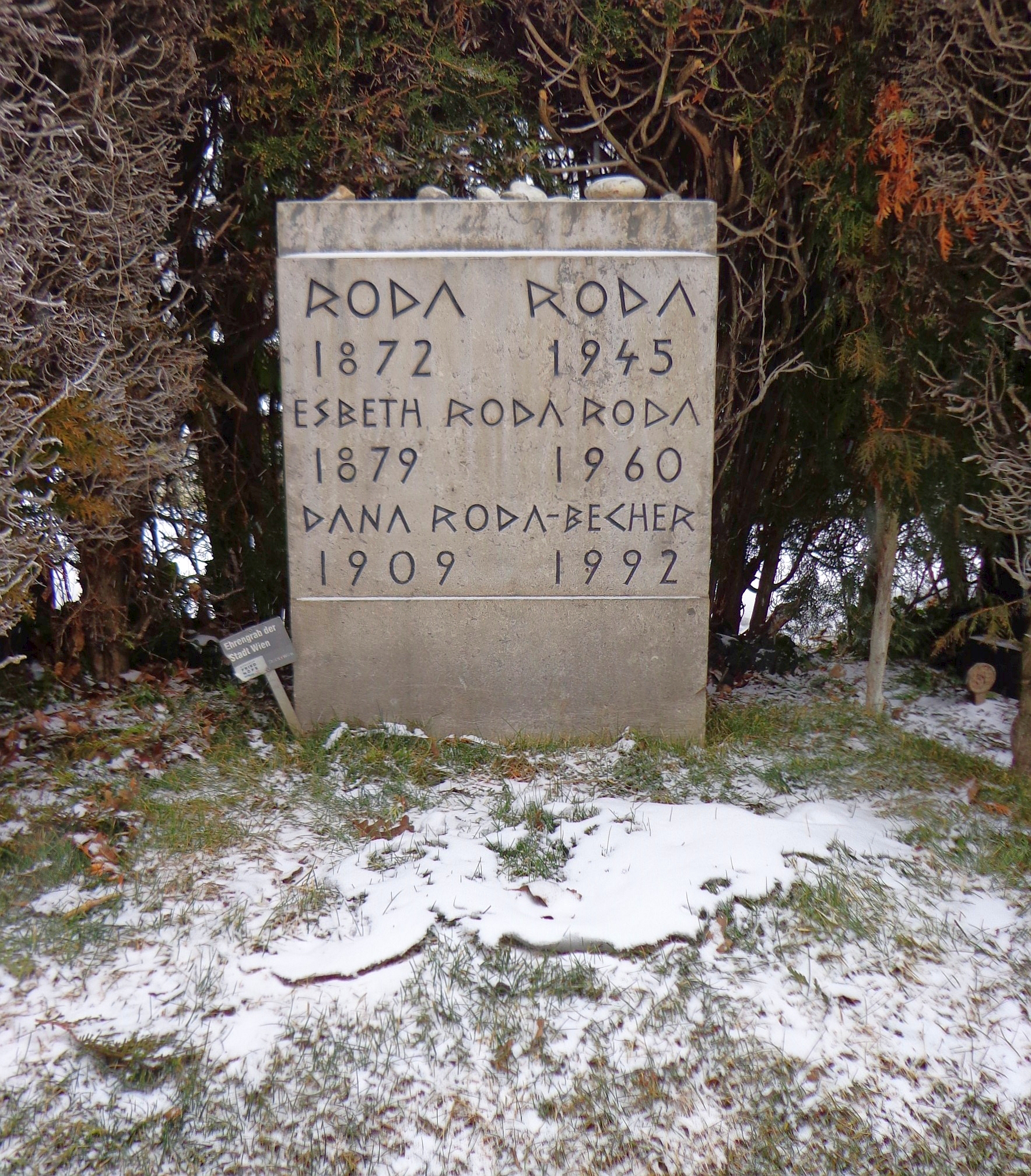
Roda Roda sírja Bécsben
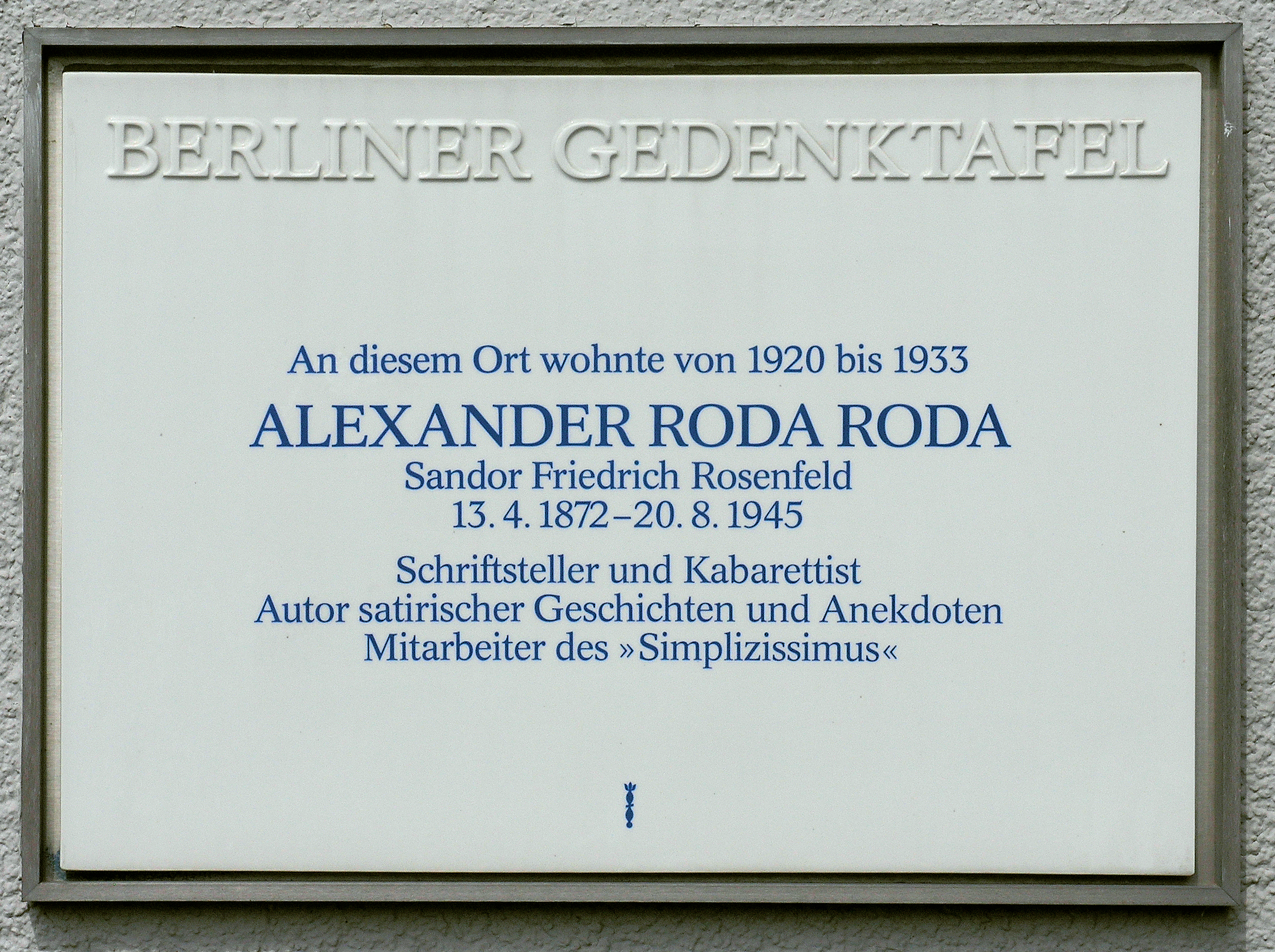
Emléktáblája Berlinben
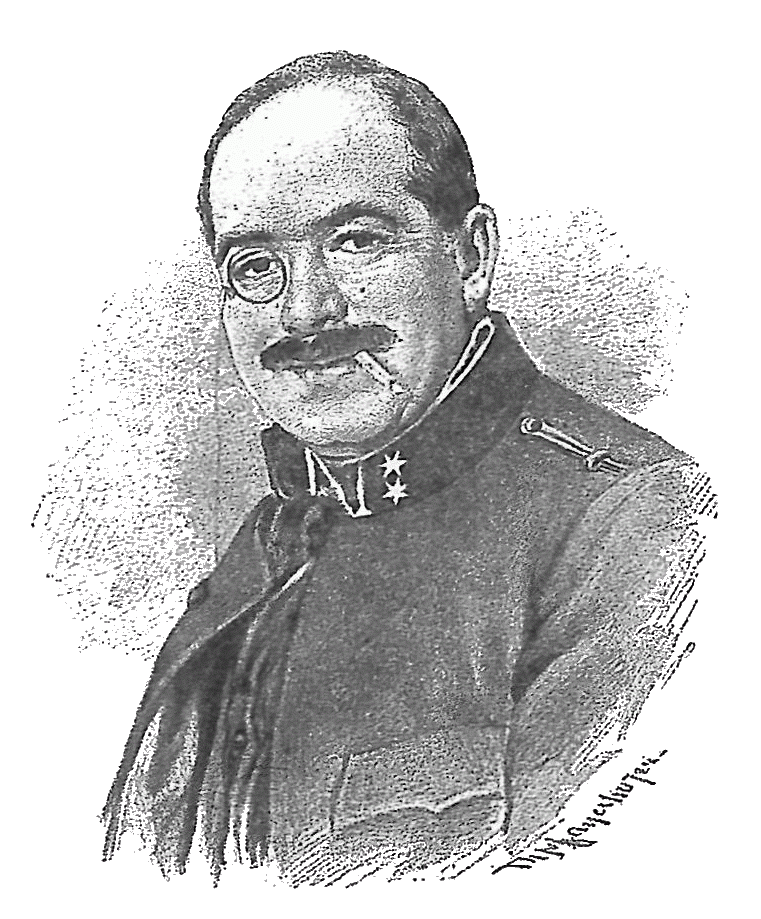
Roda Roda 1907-ben készült portréja

## Fordítás
- Ez a szócikk részben vagy egészben  az   Alexander Roda Roda című angol Wikipédia-szócikk ezen változatának fordításán alapul.  Az eredeti cikk szerkesztőit annak laptörténete sorolja fel. Ez a jelzés csupán a megfogalmazás eredetét és a szerzői jogokat jelzi, nem szolgál a cikkben szereplő információk forrásmegjelöléseként.